# スタジオ・リッカ
スタジオ・リッカは、日本のアニメーション制作スタジオ。スタジオ六花名義でも制作を行っている。

## 作品履歴

### 元請作品
- キクマナ（吉浦康裕自主制作，2001年）
- 水のコトバ（吉浦康裕自主制作，2002年）
- ペイル・コクーン（吉浦康裕個人制作，2005年）
- イヴの時間（シリーズアニメーション，原作・脚本・監督吉浦康裕，2008年-2009年）
- イヴの時間 劇場版（劇場アニメーション，原作・脚本・監督吉浦康裕，2010年）
- サカサマのパテマ（劇場アニメーション，原作・脚本・監督吉浦康裕，2013年）
- アルモニ（アニメミライ2014，原作・脚本・監督吉浦康裕，2014年）[1]
- POWER PLANT No.33（日本アニメ（ーター）見本市，原作・脚本・監督吉浦康裕，共同制作：TRIGGER，2015年）
- ヒストリー機関（日本アニメ（ーター）見本市，原案・監督吉浦康裕，共同制作：TRIGGER，2015年）
- パトレイバーREBOOT（日本アニメ（ーター）見本市，脚本・監督吉浦康裕，共同制作：スタジオカラー，2016年）

### 主な参加作品
- 我ハ机ナリ（2000年）
- テレコムスタッフムービングロゴ（2006年）
- お知らせP猫（2006年）
- ポップジャム（NHK番組オープニングアニメーション，監督吉浦康裕，2006年）
- ヱヴァンゲリヲン 新劇場版:破#（デザインワークス，2009年）
- ノイタミナ（深夜アニメ放送枠，OPジングル，2010年）
- 夜桜四重奏 〜ホシノウミ〜（2010年）